# Il re del mondo (saggio)
Il re del mondo è un'opera dell'esoterista e filosofo francese René Guénon, pubblicata per la prima volta nel 1927. In questo saggio, Guénon esplora l'idea di un potere spirituale supremo, personificato nella figura del "Re del mondo", che governa in maniera invisibile e occulta il destino dell'umanità e l'ordine cosmico. Quest'opera si inserisce all'interno della corrente del pensiero tradizionalista e simbolista che caratterizza gran parte della produzione di Guénon.
Nel 1924, Ferdinand Ossendowski pubblicò a Parigi un libro intitolato Bestie, uomini e dèi, in cui narrava un avventuroso viaggio nell'Asia centrale e descriveva un misterioso centro iniziatico sotterraneo, guidato da una figura conosciuta come il Re del Mondo. René Guénon, partendo da quest'opera, scrisse questo breve ma significativo libro in cui mostra come dietro le narrazioni di Ossendowski e altri scrittori si celassero antiche dottrine e miti immemorabili. Guénon tracciava un legame tra queste storie e tradizioni che vanno dal Tibet, con la nozione dell'Agarttha, alla tradizione ebraica, con la figura di Melchisedec, fino ai testi sanscriti, al simbolismo del Graal e alle leggende di Atlantide. Questi collegamenti formano una prospettiva vasta che attraversa la storia umana, dalle origini della Tule iperborea fino al periodo attuale, il Kali-Yuga, l'era dell'oscuramento del centro iniziatico.

## Contenuto dell'opera
Guénon, influenzato dalle tradizioni esoteriche orientali e occidentali, costruisce una visione unitaria e simbolica della storia spirituale dell'umanità. Al centro del libro vi è la figura del "Re del Mondo", che Guénon identifica come il sovrano sacro di Agartha, un mitico regno sotterraneo che rappresenta il centro spirituale della Terra. In questa visione, il Re del Mondo incarna il principio divino di ordine e giustizia, sovrintendendo non solo agli affari umani, ma anche al mantenimento dell'equilibrio cosmico. L'autore attinge a una vasta gamma di fonti esoteriche, tra cui il buddhismo, l'induismo, il cristianesimo e i testi sacri del mondo islamico, per dimostrare la convergenza delle diverse tradizioni spirituali verso l'idea di un potere centrale e unificante. Agartha viene descritta come il cuore nascosto della Terra, un luogo accessibile solo agli iniziati e ai saggi, dove si custodisce il sapere ancestrale.

## Temi principali
- Il centro spirituale del mondo: La concezione di un "centro" spirituale, luogo di concentrazione delle forze cosmiche e divine, è un tema ricorrente in diverse tradizioni mistiche. Guénon lega questa nozione al simbolismo del "polo" e al ruolo del Re del Mondo come mediatore tra il divino e l'umano.
- La tradizione primordiale: Secondo Guénon, tutte le tradizioni religiose ed esoteriche derivano da una sapienza primordiale unica, che ha le sue radici nel centro spirituale rappresentato da Agartha. Questa tradizione, ormai perduta per la maggior parte dell'umanità, è conservata dai pochi iniziati che hanno accesso al Re del Mondo.
- L'ordine cosmico: Il Re del Mondo non è solo un simbolo di sovranità spirituale, ma anche il custode dell'armonia tra il cielo e la terra. Il suo governo invisibile è ciò che mantiene l'ordine naturale e spirituale del mondo, anche se la maggior parte delle persone non ne è consapevole.

## Influenze e riferimenti
"Il re del mondo" riflette profondamente le convinzioni di Guénon sul perennialismo e sull'esistenza di una saggezza universale e trans-culturale che unisce le diverse tradizioni spirituali dell'umanità. Guénon fa riferimento, tra le altre, alle opere di Saint-Yves d'Alveydre, autore di un libro su Agartha che ha influenzato in modo significativo la sua visione. L'opera è anche un commento critico sui tempi moderni, che Guénon vedeva come un'epoca di decadenza spirituale e di distacco dalla tradizione. Secondo l'autore, solo un ritorno a questa saggezza primordiale e all'ordine stabilito dal Re del Mondo potrebbe salvare l'umanità dall'inevitabile disgregazione spirituale e materiale.
Il noto cantautore Franco Battiato ha inciso una canzone intitolata Il re del mondo, contenuta nel disco L'era del cinghiale bianco e dedicata appunto a questo mitico personaggio orientale.

## Ricezione e impatto
"Il re del mondo" ha avuto un impatto significativo su molti movimenti esoterici e tradizionalisti del XX secolo. Sebbene l'opera sia stata accolta con scetticismo da alcuni ambienti accademici, è stata venerata da coloro che condividono la visione di Guénon riguardo alla natura ciclica della storia e al ruolo cruciale delle élite spirituali. L'influenza di questo libro è visibile anche nella successiva letteratura esoterica e in varie teorie del complotto che vedono l'esistenza di poteri occulti governare il mondo da dietro le quinte. Il mito di Agartha e del Re del Mondo è stato successivamente ripreso da vari autori e movimenti spirituali, amplificando l'aura misteriosa e suggestiva che avvolge questi temi.

## Edizioni
- René Guénon, Il Re del Mondo, 1927.
- René Guénon, Il Re del Mondo, traduzione di Bianca Candian, 24ª ed., Piccola Biblioteca Adelphi, 1977,  p. 112, ISBN 9788845903250.